# Železniški vagon
Železniški vagon (ali krajše, vagon) je tirno vozilo brez pogona, namenjeno prevozu tovora (tovorni vagon) ali pa potnikov in njihove prtljage (potniški vagon). Vagoni se lahko spnejo skupaj v vlak, ki ga vleče ali potiska ena ali več lokomotiv.

## Potniški vagoni
Potniški vagoni so tirna vozila, namenjena prevozu potnikov in njihove prtljage, ki jih v vlakovni kompoziciji vleče ali potiska ena ali lahko tudi več lokomotiv.
Danes čedalje več potnikov prepeljejo motorniki, oz. motorne garniture, namenjeni za prevoz potnikov in njihove prtljage.

## Tovorni vagoni
Tovorni vagoni so tirna vozila, ki jih v vlakovni kompoziciji vleče ali potiska ena ali lahko več lokomotiv. Za tovorne vagone je skupno, da so namenjeni prevozu različnih vrst tovora.
Poznamo odprte in zaprte tovorne vagone. Poleg tega so tu še cisterne in vagoni za prevoz avtomobilov. Vagoni lahko prevažajo kosovni tovor npr. les, pločevino..., razsuti tovor npr.: kremenčev pesek, žito, gramoz, premog, cement... in tekočine npr.: bencin, nafto...
Popravila tovornih vagonov se v Sloveniji primarno izvajajo v SŽ-CD Proizvodnja Dobova.
Tovorni vagoni se delijo v štiri skupine: Odkrit, pokrit, ploščnik in posebni vagon. Med odkrite spadajo serije E in F. Med pokrite vagone spadajo serije G, H, I  in T. Med ploščnike spadajo serije K, L, O, R in S. Med posebne vagone pa spadajo serije U in Z.